# Арканзас Рейзорбэкс (баскетбол)
Арканзас Рейзорбэкс (англ. Arkansas Razorbacks) — баскетбольная команда, представляющая Университет Арканзаса в первом баскетбольном мужском дивизионе NCAA. Располагается в Фейетвилле (штат Арканзас). В настоящее время команда выступает в Юго-Восточной конференции. Последний раз команда участвовала в первом баскетбольном мужском дивизионе NCAA в 2008 году, когда они проиграли во втором раунде университету Северной Каролине.
Домашние игры «Рейзорбэкс» проводят в «Бад Уолтон-арене», расположенном в кампусе университета Арканзас. За свою историю, команда один раз становилась чемпионом NCAA — в 1994 году, победив в финале университет Дьюка. В следующем году «Рейзорбэкс» вновь дошли до финала турнира, но проиграли УКЛА. Команда также шесть раз играла в Финале четырёх NCAA в 1941, 1945, 1978, 1990, 1994 и 1995 годах.

## История

### Первые годы (1923—1933)
Мужская баскетбольная программа в университете Арканзас была основана относительно поздно — в 1923 году. Первым тренером команды стал Фрэнсис Шмидт, который руководил баскетбольной сборной университета до 1929 года, одновременно исполняя обязанности тренера бейсбольной команды и команды по американскому футболу. Под его руководством команда занимала первое место в Юго-Западной конференции в четырёх из шести сезонов, одержав 113 побед, потерпев всего 17 поражений. Таким образом, процент побед Шмидта 86,9 % является лучшим результатом в истории Арканзаса.
В 1930 году главным тренером «Рейзорбэкс» стал Чарльз Бэссетт, который занимал этот пост до 1933 года. Под его руководством в первом сезоне команда заняла первое место в конференции, однако в последующие годы не заканчивала чемпионат выше, чем на третьем месте.

### Майк Андерсон (2011—н.в.)
23 марта 2011 года Майк Андерсон занял пост главного тренера команды, подписал семилетний контракт с университетом.. Хотя за первые два года его руководства «Рейзорбэкс» одерживали более 50 % побед в чемпионате, они все же не могли выйти в плей-офф. Лишь в сезоне 2013/14 годов Арканзас смог выйти в постсезонные игры, где в первом раунде турнира NIT обыграл Индиану Стэйт, а во втором раунде уступил Калифорнийскому университету. Уже в следующем году впервые за последние семь лет «Рейзорбэкс» смогли попасть в турнир NCAA, а затем и повторить это достижение в 2017 и 2018 годах.

## Выпускники университета Арканзас

### Члены Зала славы Арканзаса
- Гордон Карпентер
- Марвин Делф
- Джордж Кок
- Айк Пул

### Участники Олимпийских игр
- Гордон Карпентер
- Роберт Питтс
- Джо Клейн
- Элвин Робертсон

## Текущий состав
| \| Поз. \| № \| Гражд. \| Имя \| Дата рождения (возраст) \| Рост \| Вес \| Звание \| \| ---- \| -- \| ------ \| --------------- \| ------------------------ \| ------ \| ------ \| ------ \| \| АЗ \| 0 \| \| Джейлен Бэрфорд \| 23 января 1996 (29 лет) \| 191 см \| 92 кг \| \| \| ТФ \| 1 \| \| Трей Томпсон \| 30 октября 1995 (29 лет) \| 206 см \| 122 кг \| \| \| ТФ \| 2 \| \| Адрио Бэйли \| 24 июня 1997 (28 лет) \| 198 см \| 92 кг \| \| \| АЗ \| 3 \| \| Халил Гарленд \| 15 декабря 1998 (26 лет) \| 196 см \| 89 кг \| \| \| АЗ \| 4 \| \| Дэрил Мейкон \| 29 ноября 1995 (29 лет) \| 190 см \| 83 кг \| \| \| ЛФ \| 5 \| \| Арландо Кук \| 13 октября 1995 (29 лет) \| 203 см \| 97 кг \| \| \| Ц \| 10 \| \| Дэниел Гэффорд \| 1 октября 1998 (26 лет) \| 211 см \| 98 кг \| \| \| РЗ \| 11 \| \| Джален Харрис \| 13 ноября 1996 (28 лет) \| 188 см \| 70 кг \| \| \| З \| 14 \| \| Джей Ти Пламмер \| \| 185 см \| 75 кг \| \| \| АЗ \| 15 \| \| Джонатан Холмс \| 24 марта 1998 (27 лет) \| 178 см \| 86 кг \| \| \| ЛФ \| 20 \| \| Дариус Холл \| 11 декабря 1997 (27 лет) \| 198 см \| 95 кг \| \| \| ЛФ \| 22 \| \| Габи Осабуоин \| 27 октября 1998 (26 лет) \| 203 см \| 99 кг \| \| \| АЗ \| 23 \| \| Си Джей Джонс \| 9 февраля 1998 (27 лет) \| 196 см \| 78 кг \| \| \| РЗ \| 31 \| \| Антон Бирд \| 7 июня 1996 (29 лет) \| 183 см \| 88 кг \| \| | Главный тренер - Майк Андерсон Ассистенты тренера - Ти Джей Кливленд - Скотти Турман - Мелвин Уоткинс Легенда - (К) — Капитан команды Последнее изменение: 6 марта 2018 года |             |                 |                          |        |        |        |
| Поз. | № | Гражд.      | Имя             | Дата рождения (возраст)  | Рост   | Вес    | Звание |
| АЗ | 0 | Флаг США    | Джейлен Бэрфорд | 23 января 1996 (29 лет)  | 191 см | 92 кг  |        |
| ТФ | 1 | Флаг США    | Трей Томпсон    | 30 октября 1995 (29 лет) | 206 см | 122 кг |        |
| ТФ | 2 | Флаг США    | Адрио Бэйли     | 24 июня 1997 (28 лет)    | 198 см | 92 кг  |        |
| АЗ | 3 | Флаг США    | Халил Гарленд   | 15 декабря 1998 (26 лет) | 196 см | 89 кг  |        |
| АЗ | 4 | Флаг США    | Дэрил Мейкон    | 29 ноября 1995 (29 лет)  | 190 см | 83 кг  |        |
| ЛФ | 5 | Флаг США    | Арландо Кук     | 13 октября 1995 (29 лет) | 203 см | 97 кг  |        |
| Ц | 10 | Флаг США    | Дэниел Гэффорд  | 1 октября 1998 (26 лет)  | 211 см | 98 кг  |        |
| РЗ | 11 | Флаг США    | Джален Харрис   | 13 ноября 1996 (28 лет)  | 188 см | 70 кг  |        |
| З | 14 | Флаг США    | Джей Ти Пламмер |                          | 185 см | 75 кг  |        |
| АЗ | 15 | Флаг США    | Джонатан Холмс  | 24 марта 1998 (27 лет)   | 178 см | 86 кг  |        |
| ЛФ | 20 | Флаг США    | Дариус Холл     | 11 декабря 1997 (27 лет) | 198 см | 95 кг  |        |
| ЛФ | 22 | Флаг Канады | Габи Осабуоин   | 27 октября 1998 (26 лет) | 203 см | 99 кг  |        |
| АЗ | 23 | Флаг США    | Си Джей Джонс   | 9 февраля 1998 (27 лет)  | 196 см | 78 кг  |        |
| РЗ | 31 | Флаг США    | Антон Бирд      | 7 июня 1996 (29 лет)     | 183 см | 88 кг  |        |

## Достижения
- Чемпион NCAA: 1994
- Финалист NCAA: 1995
- Полуфиналист NCAA: 1941, 1945, 1978, 1990, 1994, 1995
- Четвертьфиналист NCAA: 1941, 1945, 1949, 1958, 1978, 1979, 1990, 1991, 1994, 1995
- 1/8 NCAA: 1978, 1979, 1981, 1983, 1990, 1991, 1993, 1994, 1995, 1996
- Участие в NCAA: 1941, 1945, 1949, 1958, 1977, 1978, 1979, 1980, 1981, 1982, 1983, 1984, 1985, 1988, 1989, 1990, 1991, 1992, 1993, 1994, 1995, 1996, 1998, 1999, 2000, 2001, 2006, 2007, 2008, 2015, 2017, 2018
- Победители турнира конференции: Юго-Западная конференция: 1977, 1979, 1982, 1989, 1990, 1991, Юго-Восточная конференция: 2000
- Победители регулярного чемпионата конференции: Юго-Западная конференция: 1926, 1927, 1928, 1929, 1930, 1935, 1936, 1938, 1941, 1942, 1944, 1949, 1950, 1958, 1977, 1978, 1979, 1981, 1982, 1989, 1990, 1991, Юго-Восточная конференция: 1992, 1994